# Peter Seewald

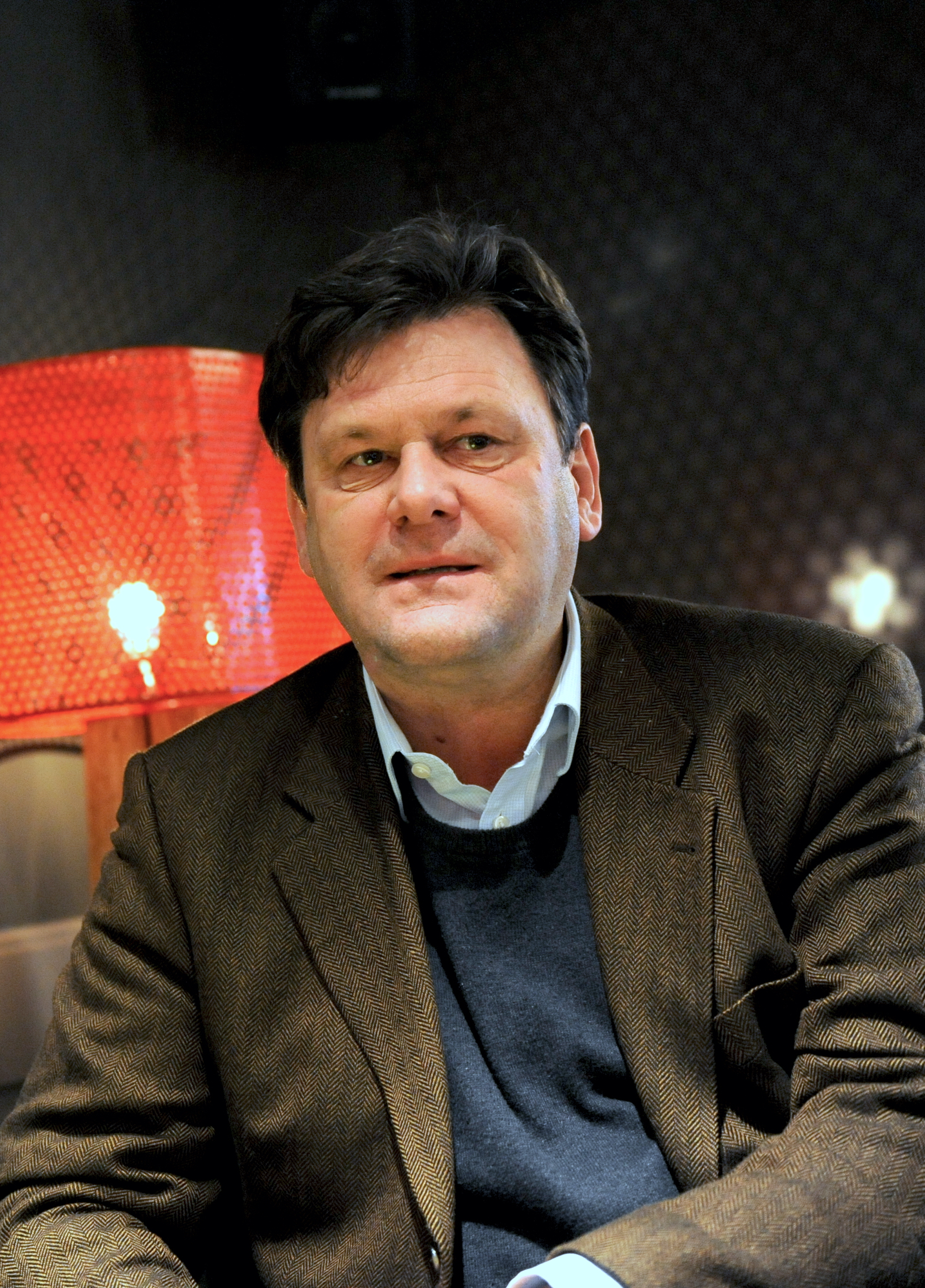
Peter Seewald (2010)

Peter Seewald (* 10. Juli 1954 in Bochum) ist ein deutscher Journalist und Autor.

## Leben
Peter Seewald wuchs in Salzweg nahe Passau in Niederbayern in einer katholischen Familie auf. Seine ursprünglich enge religiöse Bindung – er war Oberministrant in seiner Heimatgemeinde – wich recht früh einer kirchenkritischen Haltung im Zuge der 68er-Bewegung, während der er Anhänger des Marxismus wurde und die 1973 zum Kirchenaustritt führte. Im Sommer 1976 gründete er in Passau die linksliberale Wochenzeitung Passauer Kleine Zeitung, die zwei Jahre später, im Frühjahr 1978, eingestellt wurde.
Seewald war von 1981 bis 1987 Redakteur beim Spiegel, von 1987 bis 1990 Reporter beim Stern. Er wechselte danach zu dem Magazin der Süddeutschen Zeitung, das er 1993 verließ. Seitdem ist er freier Journalist. Nach seinem Kirchenaustritt widmete er sich weiterhin auch religiösen Themen. Aus einem ausführlichen Interview mit Kardinal Joseph Ratzinger 1996 entstand schließlich sein Buch Salz der Erde, das er zusammen mit dem Interviewten herausgab und das den späteren Papst abseits der häufig beschriebenen Rollen porträtiert. Dieses Interview war laut Seewald auch Anlass seiner Rückbesinnung, die schließlich zu seinem Wiedereintritt in die katholische Kirche führte.
Der Autor widmete sich auch im Anschluss bevorzugt religiösen Themen. Unter seinen folgenden Werken befindet sich mit Gott und die Welt ein weiteres, das er zusammen mit Ratzinger herausgab. Beide gemeinsame Veröffentlichungen wurden vielfach übersetzte Bestseller. Seewald hatte ein gutes, enges Verhältnis zu Ratzinger, den er als mitverantwortlich für seine Rekonversion bezeichnet. Nach dessen Wahl zum Papst verfasste er zwei Porträts über ihn.
Im Sommer 2010 hielt sich Seewald für einige Tage in Castel Gandolfo auf, um zusammen mit Papst Benedikt XVI. ein drittes Interviewbuch vorzubereiten. Das Interview Seewalds mit Papst Benedikt XVI. erschien Ende November 2010 unter dem Titel Licht der Welt. Darin enthaltene Äußerungen des Papstes wurde in der Berichterstattung als Relativierung einer Ablehnung des Gebrauchs von Kondomen aufgefasst.
Seewald versucht, Verständnis für die Motivation konservativer Katholiken zu wecken. Er befürwortet als „[w]irklich fortschrittlich“ und zukunftsweisend eine „Rückbesinnung auf die Wurzeln, das Originale, die Kernkompetenz, den Auftrag“ und wendet sich gegen die von ihm als „kalte Professorenreligion der 70er Jahr“ [sic] bezeichnete Reformforderungen.
Im August 2020 kritisierte Seewald die Wochenzeitung Die Tagespost wegen eines aus seiner Sicht „tendenziösen und seine Reputation schädigenden“ Beitrags über seine Berichterstattung zu einer Erkrankung des emeritierten Papstes Benedikt XVI.
Gegenüber Benedikts Nachfolger, Papst Franziskus, nimmt Seewald eine dezidiert kritische Haltung ein. Im Juli 2023 sagte er in einem Interview mit dem Online-Magazin kath.net, Franziskus „radikalisiere“ sich mit zunehmendem Alter; er widerspreche sich immer wieder selbst und stifte damit erhebliche Verwirrung. Er habe gewusst, dass er seinem Vorgänger Joseph Ratzinger „in dessen theologischer Brillanz und Noblesse nicht das Wasser reichen konnte“, und konzentriere sich auf Effekte.

## Familie
Peter Seewald ist verheiratet und hat zwei Söhne. Er lebt in München.

## Ehrungen
- 2024:Ehrendoktorwürde der STH Basel[7]

## Werke (Auswahl)
- Joseph Ratzinger: Salz der Erde: Christentum und katholische Kirche im 21. Jahrhundert. Ein Gespräch mit Peter Seewald. DVA, Stuttgart 1996, ISBN 3-421-05046-5.
- Gott und die Welt – Glauben und Leben in unserer Zeit. DVA, Stuttgart/München 2000; Neuauflage Knaur, München 2013, ISBN 978-3-426-78650-5.
- Die Schule der Mönche. Herder, Freiburg 2001; Neuausgabe bene!-Verlag, München 2019, ISBN 978-3-96340-070-4.
- Als ich begann, wieder an Gott zu denken. Heyne, München 2004, ISBN 3-453-87879-5.
- Gloria: Die Fürstin – Im Gespräch mit Peter Seewald. München 2004, ISBN 3-453-87890-6.
- als Hrsg.: Der deutsche Papst. Von Joseph Ratzinger zu Benedikt XVI. Weltbild, Augsburg 2005, ISBN 3-89897-252-6.
- Benedikt XVI. Ein Porträt aus der Nähe. Ullstein Verlag, Berlin 2005, ISBN 3-550-07833-1.
- Benedikt XVI. Leben und Auftrag. Weltbild, Augsburg 2006, ISBN 3-89897-474-X.
- Jesus Christus: Die Biographie. Pattloch Verlag, München 2009, ISBN 978-3-629-02192-2.
- mit Benedikt XVI.: Licht der Welt. Der Papst, die Kirche und die Zeichen der Zeit. Ein Gespräch mit Peter Seewald. Herder Verlag, Freiburg 2010, ISBN 978-3-451-32537-3.
- mit Stefan Oster: Gott ohne Volk. Die Kirche und die Krise des Glaubens. Droemer, München 2016, ISBN 978-3-426-30103-6.
- Benedikt XVI. Letzte Gespräche mit Peter Seewald. Droemer, München 2016, ISBN 978-3-426-27695-2.
- Benedikt XVI. – Ein Leben. Droemer, München 2020, ISBN 978-3-426-27692-1.